# Gare de Vœllerdingen
La gare de Vœllerdingen est une  ancienne halte ferroviaire française de la ligne de Mommenheim à Sarreguemines, située sur le territoire de la commune de Vœllerdingen, dans le département du Bas-Rhin en région Grand Est.

## Situation ferroviaire
Établie à 227 mètres d'altitude, la gare de Vœllerdingen est située au point kilométrique (PK) 52,786, de la ligne de Mommenheim à Sarreguemines, entre les gares ouvertes de Diemeringen et d'Oermingen.

## Histoire
La gare de Vœllerdingen est mise en service lors de l'ouverture de la section de voie ferrée de Mommenheim à Kalhausen, le 1er mai 1895. 
La halte voyageurs SNCF est fermée pour le nouveau service du 11 décembre 2011.

## Service des voyageurs
Gare fermée.